# Jan Steverlynck
Jan Baptist Steverlynck, né le 8 juillet 1955 à Courtrai fut un homme politique belge flamand, membre du CD&V.
Il est docteur en droit (KUL); 
master of Comparative Law (University of Illinois); 
licencié en management (Vlerick School voor Management - UGent). 

## Mandats
- administrateur délégué de la Caisse nationale d’assurances sociales pour travailleurs indépendants (CNASTI).
- membre du comité de gestion de l' assurance indemnités des travailleurs indépendants du Service des indemnités de l’Institut national d’assurance maladie-invalidité (INAMI) (depuis 81)
- président de la Fondation pour la formation et le développement indépendant (depuis 90)
- membre du comité de direction et du CA de l’Unie van Zelfstandige Ondernemers (UNIZO) (depuis 91)
- membre du comité de direction (depuis 92) et vice-président de Syntra West (depuis 2003)
- membre du CA de l’Institut national d’assurances sociales pour travailleurs indépendants (INASTI) (depuis 95)
- administrateur délégué du Centre pour le traitement de l’information et la promotion des PME (CIP-PME) (depuis 95)
- membre du CA de la compagnie d’assurances FIDEA (depuis 98)
- membre du CA de l'Université de Gand (depuis 2004)
- administrateur délégué de la Mutuelle d’Assurance pour Indépendants (MASTI) et du Fonds de solidarité MASTI (depuis 2006)
- administrateur délégué de Zenito Caisse d'Assurances Sociales (depuis 2010)

## Anciens mandats
- membre du comité de gestion du Fonds des maladies professionnelles (90-93)
- secrétaire général (91-95), ensuite administrateur délégué d' UNIZO (95-99)
- membre du Comité (92-2001), et vice-président de l’Alliance Nationale des Mutualités Chrétiennes (94-2001)
- président du Veiligheids-en Milieudienst voor KMO (VEKMO) (92-2001)
- président du comité de gestion général du Statut social des indépendants (93-2000)
- membre du bureau du Conseil supérieur des indépendants et des PME (93-2001)
- vice-président de l’Intercommunale pour le développement régional - arrondissement de Courtrai, Leiedal (95-2001)
- administrateur délégué de la Mutuelle d’Assurance pour Indépendants (MASTI) (95-2006)
- membre du CA de l’Adviesbureau Marketing en Onderzoek (ABM) (99-2005)

## Fonctions politiques
- Depuis 1989 : conseiller communal à Anzegem
- 1995-2000 : premier échevin à Anzegem
- 2001-2007 : membre du Conseil de police (zone MIRA)
- 2001-2003 : sénateur élu direct (remplaçant Jean-Luc Dehaene)
- 2004-2007 : sénateur élu direct (remplaçant Etienne Schouppe)

1. ↑  « http://www.archiefbank.be/dlnk/AE_16512 »